# 高田侑
高田 侑（たかだ ゆう、1965年 - ）は、日本の小説家。
群馬県桐生市生まれ。法政大学卒。東京都内のソフトハウスでシステムエンジニアとして勤めたのち、94年に群馬県へ戻る。現在は県内の金属材料メーカーの経理課に勤務。2003年「裂けた瞳」で第4回ホラーサスペンス大賞を受賞し、デビュー。

## 主な受賞
- 2003年 - 第4回ホラーサスペンス大賞を受賞[1]

## 作品リスト
- 裂けた瞳（幻冬舎、2004年1月、ISBN  978-4-34-400454-2 / 幻冬舎文庫、2007年8月、ISBN 978-4-34-440994-1）
- うなぎ鬼（角川書店、2005年6月、ISBN 978-4-10-476801-1 / 角川ホラー文庫、2010年4月、ISBN 978-4-04-394358-6）
- 顔なし子（幻冬舎、2006年10月、ISBN 978-4-34-401372-8）
- 鉄槌（双葉社、2007年11月、ISBN 978-4-57-523597-5）
- フェイバリット（新潮社、2008年3月、ISBN 978-4-10-476802-8）
- てのひらたけ（双葉社、2009年5月、ISBN 978-4-57-523663-7）
  - 【改題】いつか夜の終わりに（双葉文庫、2013年9月、ISBN 978-4-57-551614-2）
- 汚れた檻（角川ホラー文庫、2011年2月、ISBN 978-4-04-394417-0）
- 家政婦トミタ（角川ホラー文庫、2012年8月、ISBN 978-4-04-100391-6）
- 雨の向こう側（ハヤカワ文庫JA、2014年1月、ISBN 978-4-15-031143-8）